# Yuan Lee
Yuan Tseh Lee, chiń. 李遠哲 (ur. 19 listopada 1936 w Xinzhu) – tajwański chemik, pierwszy laureat nagrody Nobla pochodzący z Tajwanu.
W szkole interesował się głównie sportem, grał w szkolnej drużynie baseballowej, na pozycji drugiego bazowego oraz ping-pongowej. Jednak pod wpływem lektury biografii Marii Skłodowskiej-Curie postanowił zostać naukowcem.
W 1955 roku został przyjęty, ze względu na bardzo dobre wyniki w nauce bez egzaminów wstępnych, na National Taiwan University, na którym w 1959 uzyskał B.Sc. Studia kontynuował na National Tsing Hua University, ukończył je w 1961, po czym wyjechał do USA, aby w 1965 uzyskać stopień doktora na Uniwersytecie Kalifornijskim w Berkeley.
W lutym 1967 rozpoczął staż podoktorski u Dudleya Herschbacha na Uniwersytecie Harvarda. 
W 1986 roku otrzymał, wraz z Dudleyem Herschbachem i Johnem Polanyi, nagrodę Nobla w dziedzinie chemii za wkład w badanie dynamiki elementarnych procesów chemicznych.
W dniu 7 czerwca 2011 roku został odznaczony Medalem im. Włodzimierza Kołosa i Medalem Marii Skłodowskiej-Curie.